# Победа
Победата (на латински: victoria) е термин, който първоначално се прилага за война и означава успех, постигнат в личен дуел, след военни операции като цяло или, като разширение, във всяко състезание.

## Универсалния знак за победа
Вековният знак с латинко „V“ (формиран от показалец и среден пръст) се изпълнява в две форми – с длан навън и с длан навътре. В САЩ двата знака имат едно и също значение – „победа“.